# Kingite
La kingite è un minerale.